# Apuntes de Frank Gehry
Apuntes de Frank Gehry es una película documental, dirigida por Sydney Pollack en el año 2005.

## Argumento
Galardonado en 1989 con el prestigioso Premio Pritzker y con las Medallas de Oro del Colegio de Arquitectos de Estados Unidos y del Real Instituto de Arquitectos de Gran Bretaña, en el año 2001, Frank Gehry es uno de los pocos arquitectos admirados por la crítica y el público. El Museo Guggenheim Bilbao y la Sala de Conciertos Walt Disney de Los Ángeles forman parte de sus esculturales edificios.